# Vasili Tredjakovski

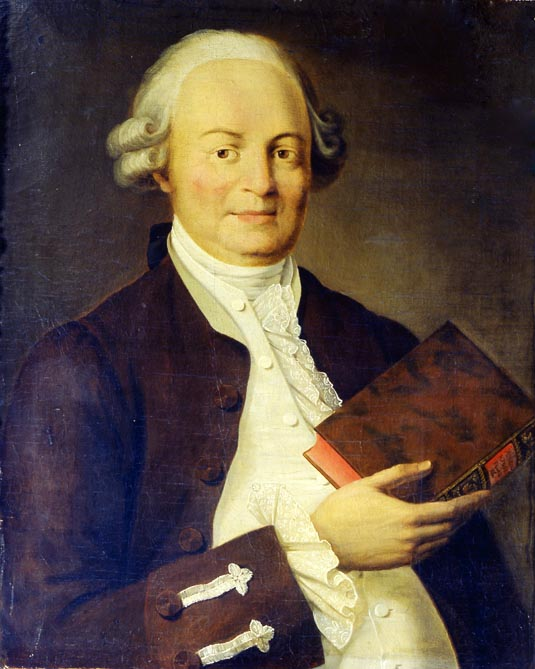
Vassili Tredjakovski, door Fjodor Rokotov

Vasili Kirilovitsj Tredjakovski (Russisch: Василий Кириллович Тредиаковский) (Astrachan 5 maart 1703 – Sint-Petersburg, 17 augustus 1767) was een Russisch schrijver, dichter en literatuurwetenschapper. Tredjakovski wordt wel gezien als de grondlegger van de klassieke Russische literatuur.
Tredjakovski werd geboren als zoon van een arme priester, maar kreeg als eerste niet adellijke een door de staat gefinancierde humanistische opleiding in het buitenland. Van 1727 tot 1730 studeerde hij in Parijs aan de Sorbonne. Na zijn terugkeer in Rusland werd hij secretaris van de Academie van Wetenschappen en de facto hofdichter, in welker hoedanigheid hij veel classicistische gedichten produceerde..
In 1735 publiceerde Tredjakovski Een nieuwe en snelle manier voor het schrijven van Russische gedichten, waarin hij voor het eerst in de Russische literatuur dichterlijke vormen als sonetten, Rondeaus en Odes bespreekt. In 1748 verscheen Een discussie over orthografie, over de fonetische structuur van de Russische taal. In zijn Over oude, middelbare en nieuwe Russische dichtkunst pleit Tredjakovski voor een vernieuwing in de Russische dichtkunst. Hij stond met name voor de overgang van het syllabische naar het metrische rijm, waardoor de klank van het Russisch in zijn ogen beter tot zijn recht kwam.
Tredjakovski werd ook bekend als vertaler van klassieke auteurs, middeleeuwse filosofen en Franse literatuur (waaronder François Fénelon), hetgeen hem in hofkringen op veel kritiek kwam te staan. In 1759 werd hij zelfs van de Academie van Wetenschappen uitgesloten.
Het werk van Tredjakovski verdween lange tijd naar de achtergrond en kreeg pas weer ten tijde van Poesjkin een herwaardering.